# スキップジャック級原子力潜水艦
| スキップジャック級原子力潜水艦                      | スキップジャック級原子力潜水艦 |
| --------------------------------------------------- | --- |
| 水上航走中のUSS スキップジャック (SSN-585 Skipjack) | |
| 艦級概観                                            | |
| 艦種                                                | 攻撃型原子力潜水艦 |
| 計画番号                                            | SCB154 |
| 同型艦                                              | 6隻（SSN-585、588～592） 1番艦就役：1959年                                                                                        |
| 前級                                                | バーベル級 |
| 次級                                                | パーミット級 |
| 性能諸元                                            | |
| 排水量                                              | 水上：3,070トン、水中：3,500トン                                                                                                  |
| 全長                                                | 76.7m |
| 全幅                                                | 9.6m |
| 吃水                                                | 7.7m |
| 予備浮力                                            | 14.0% |
| 機関                                                | 原子力ギアード・タービン推進 WEC S5W型加圧水型原子炉×1基 蒸気タービン×2基/5翼スクリュー×1軸、15,000SHP 2次推進モータ×1基（325HP） |
| 電池                                                | ガピーI型×126個1群 |
| 最大速力                                            | （水上/水中）：15.5kt/29kt |
| 潜航深度                                            | 213m |
| 航続力                                              | |
| 乗員                                                | 85名（士官9名、先任兵曹11名、下士官兵65名）                                                                                       |
| 探索装置                                            | ソナー：SQS-4 Mod1、BQR-2B レーダー：SS-2A                                                                                        |
| 兵装                                                | Mk101水中射撃指揮装置 533mm水圧式魚雷発射管Mk59×6門 魚雷×24                                                                       |

スキップジャック級原子力潜水艦（スキップジャックきゅうげんしりょくせんすいかん、Skipjack class submarine）はアメリカ海軍の攻撃型原子力潜水艦。

## 概要
世界初の原子力潜水艦ノーチラスの成功を踏まえ、アメリカ海軍は初の量産型原潜スケート級の建造に踏み切った。スケート級は原子力潜水艦隊の運用経験をもたらし、貴重な教訓が得られた。しかしながら、スケート級は成功とは見なされなかった。それというのは、ひとつには第2次大戦型の旧来の設計による船殻が原潜の利点を最大に引き出しえないこと、また、原潜にとっての過小な船型は経済性に問題があること、などの問題が確認されたためであった。そこで、実験潜水艦アルバコアにおいて流体力学的に優れていることが確認された涙滴型船殻と核動力の強力なパワーとの統合が目指されたのが本級である。
スキップジャック級の原子炉には、スケート級のS3W型原子炉が（サイズの制約もあって）十分な出力が得られなかったことから、ノーチラスに搭載されたS2W型原子炉を原型とする改良型のS5W型原子炉が採用された。S5Wは、S2Wに比べて熱効率が改善され、核燃料棒の交換が容易になるなどメンテナンス性も高められた。また、構造の単純化が図られたことによって信頼性が大幅に向上し、連続最大出力発揮時間は5,500時間に達した。涙滴型船殻とあいまって、スキップジャック級の水中最大速力は29ノットに達した。これは、ロサンゼルス級が登場するまで、アメリカ海軍の戦闘用潜水艦の速度記録であった。
本級は完全な新設計の原潜、すなわち、水中戦に明確に指向された本格的な「真の潜水艦」（「可潜艦 Submergible Ship」ではなしに）の登場であり、新時代の到来を告げたその意義は小さくない。しかし同時に、水中戦を本務とする潜水艦としては問題を残した。高速力発揮時はもとより、本級の放射雑音レベルは大きく、水中戦を本務とするにおいては問題を残した。また、高速での旋回時には大きなセイルが舵として作用し、急速に傾斜が増す「スナップロール」という現象が発生するなど操縦性には難が残った。同時期のソ連初の原潜ノヴェンバー級の登場により、水中雑音レベルが問題であることが認識されるようになると、後期建造の5隻（SSN-588～592）では機関部の静粛化が図られたものの、本質的な改善には至らず、建造は計6隻で打ち切られた。原潜の静粛化の課題は、ノブスカ計画（1956年）以降の次代に課題として残されることにとなったのである。

## 特記事項

### ジョージ・ワシントン級原子力潜水艦
1957年、当時のソ連による大陸間弾道ミサイル(ICBM)配備開始声明とスプートニク1号打上げに端を発する「ミサイル・ギャップ」に対応すべく、潜水艦発射弾道ミサイル(SLBM)を搭載する弾道ミサイル原子力潜水艦の配備が急がれた。そこで、スキップジャック級の設計を流用して世界初の弾道ミサイル潜水艦ジョージ・ワシントン級が建造されたため、ジョージ・ワシントン級はスキップジャック級の文字通りの派生型である。特に1番艦 (SSBN-598) は、船台上でスキップジャック級3番艦として建造中であった船体を切断し、ミサイル区画を挿入しての急造工事であった。

### スコーピオン沈没事故
3番艦スコーピオン (USS Scorpion, SSN-589) は1968年5月21日、アゾレス諸島南西沖で母港への帰投中に連絡を絶ち、のちに沈没が確認された（乗員99名、総員死亡）。

## 同型艦
- スキップジャック （USS Skipjack, SSN-585）
- スキャンプ （USS Scamp, SSN-588）
- スコーピオン （USS Scorpion, SSN-589）
- スカルピン （USS Sculpin, SSN-590）
- シャーク （USS Shark, SSN-591）
- スヌーク （USS Snook, SSN-592）